# Bracebridgia subsulcata
Bracebridgia subsulcata är en mossdjursart som först beskrevs av Smitt 1873.  Bracebridgia subsulcata ingår i släktet Bracebridgia och familjen Adeonidae.
Artens utbredningsområde är Mexikanska golfen. Inga underarter finns listade i Catalogue of Life.